# Maverick López
Maverick López Sánchez (Vinaroz, Castellón, España, 4 de marzo de 1996), también conocido como Maverick, es un cantante, compositor y músico español. Ha sido el tercer finalista de la tercera temporada del programa La voz de Telecinco en 2015, donde participó como miembro del equipo de Laura Pausini. 
En agosto de 2015 sale a la venta su disco debut, "18+1", con la discográfica Universal Music Group que incluirá el sencillo “Princesa Descalza” y un tema escrito por Laura Pausini y Virginio Simonelli: “Como yo sabría”.
El cantante forma parte de la cartera de artistas de la compañía de management RLM, propiedad de Rosa Lagarrigue, una de las mánagers más famosas de España, quien también lleva a otros cantantes como Alejandro Sanz, Malú, Raphael, Abraham Mateo, David DeMaría o Ana Torroja.
A finales de 2015, Televisión Española (TVE) proclamó a Maverick como aspirante a representar a España en Eurovisión 2016, junto con otros cinco artistas. Maverick participó en la preselección con la canción "Un mundo más feliz" de Juan Magán.
En junio de 2016 sale a la venta su libro autobiográfico "El cielo con las manos", publicado por la editorial Alfaguara.

## Biografía

### Infancia
Maverick nació y creció en Vinaroz (Castellón) y estudió en el colegio Divina Providencia de la localidad. Sus padres son Francisco López e Inés Sánchez y su hermana es Inés López Sánchez, actriz.
Con 17 años se fue a vivir a Madrid para prepararse para cumplir el sueño que siempre tuvo: dedicarse a la música. Estudió en el Laboratorio de la voz, escuela de canto de Jorge Javier Vázquez especializada en la formación integral de cantantes y profesionales de la voz.

### Carrera
Maverick hizo su primer casting con solo 5 años para el programa “Veo veo” que presentaba Teresa Rabal. En su adolescencia cantaba en su pueblo natal Vinaroz (Castellón), interpretando canciones de otros artistas y, posteriormente, canciones compuestas por él. También actuó en pueblos cercanos a su localidad, siempre colaborando en actos benéficos o en eventos festivos. También participó en el concurso que organizó el programa El hormiguero de Antena 3, donde Carlos Jean buscaba componentes para formar una “boyband”.

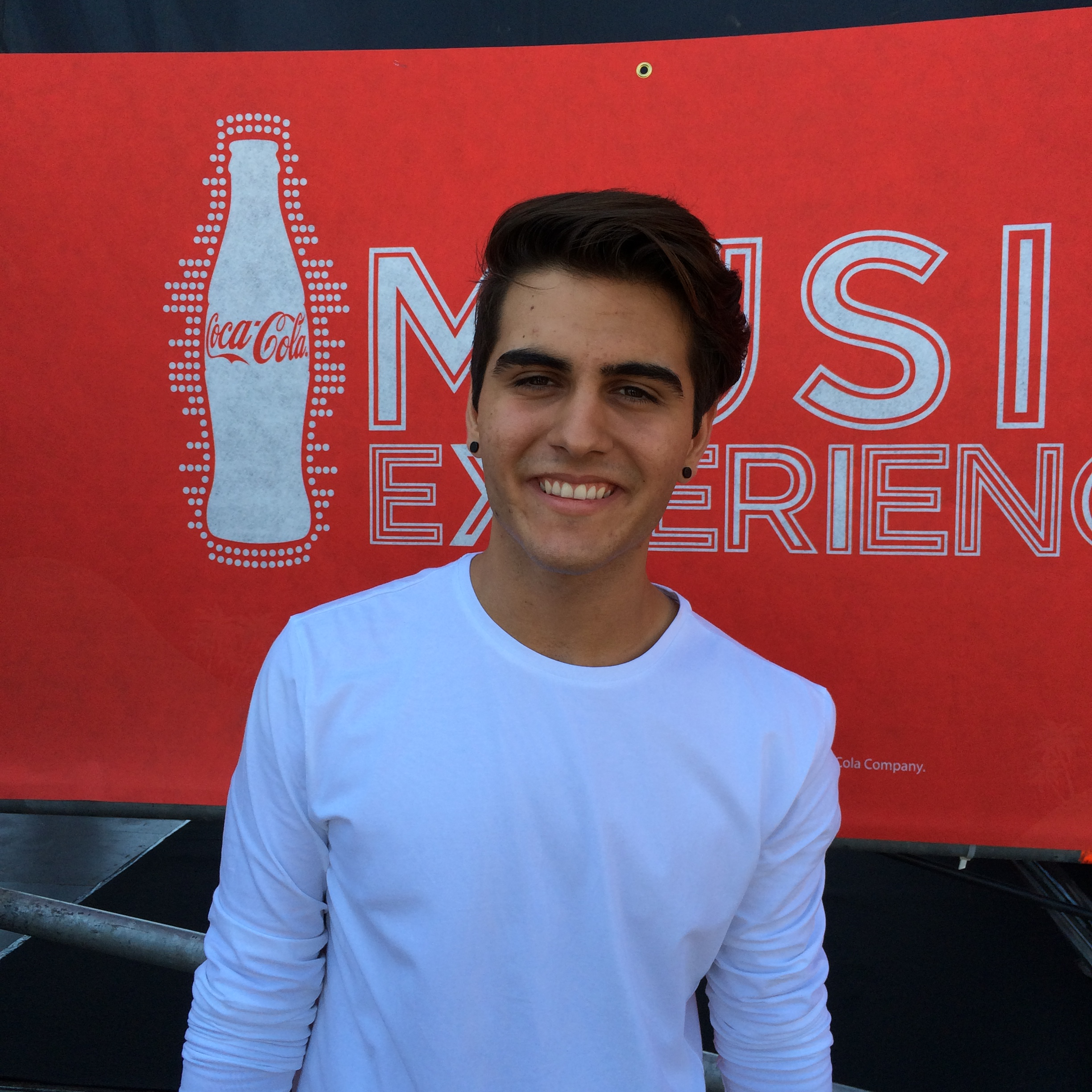
Maverick en el festival Coca-cola Music Experience on the Beach, celebrado en El Campello, Alicante.

En 2015, se presentó al casting de La voz, un programa emitido por Telecinco en el que unos coaches giran su silla para elegir a ciegas a su grupo de cantantes. Maverick pasó el casting, ya que se giraron Alejandro Sanz y la cantante italiana Laura Pausini, con quien decidió irse para incorporarse a su equipo. Así, se clasificó para la final, quedando en tercer lugar. En este programa, la artista italiana sentenció que Maverick es “La caña de España”.
Maverick actuó el sábado 1 de agosto de 2015 en el Coca-cola Music Experience On The Beach, organizado por Los 40 Principales en El Campello (Alicante). Y también actuó el viernes 7 de agosto de 2015 en el concierto de Laura Pausini en el Starlite Festival de Marbella, al cual fue invitado por la propia artista durante el programa de la final de La Voz.
En mayo de 2016, fue telonero de Malú en el tercer concierto ofrecido por la artista en el Palacio de los Deportes de Madrid, actuando ante más de 15.000 personas durante cerca de 20 minutos. También actuó en otros festivales como el Coca-cola Music Experience el 16 de octubre de 2015 o los Premios Cadena Dial en Tenerife el 3 de marzo de 2016.
A finales de 2015, Televisión Española (TVE) proclamó a Maverick como aspirante a representar a España en Eurovisión 2016, junto con los cantantes Xuso Jones, Barei, Electric Nana, Salvador Beltrán y María Isabel López. Compitieron todos en el programa Objetivo Eurovisión de Televisión Española (TVE), celebrado el día 1 de febrero de 2016, donde Maverick defendía un tema escrito y producido por Juan Magán, "Un mundo más feliz". Finalmente la elegida para representar a España en Eurovisión 2016 fue Barei.
En 2018 participó en la séptima edición de La voz México, en el equipo de la cantante brasileña Anitta. Finalmente fue eliminado en las batallas frente a Diana Campos. Curiosamente la ganadora de esa edición fue la española Cristina Ramos, ganadora de Got Talent España y cuarta finalista de America's Got Talent: The Champions.

### Discografía
- 2015: 18+1 (Álbum debut)
- 2015: Princesa descalza ( 1.er. sencillo)
- 2016: Un mundo más feliz (Sencillo para Eurovisión)
- 2016: Si tú estas conmigo (2.º sencillo)

### Actuaciones enLa voz 3
- Programa 1 (Audiciones a ciegas. Emitido el 23 de marzo de 2015). Cantó “Skyscraper” de Demi Lovato. Giró el asiento Alejandro Sanz y Laura Pausini, ingresando en el equipo de ella.

- Programa 7 (Las batallas. Emitido el 6 de mayo de 2015). Cantó “Apologize” de One Republic con Rosa Mª Rodríguez. Ganó la batalla, continuando en el programa.

- Programa 9 (Último asalto. Emitido el 20 de mayo de 2015). Cantó “Human” de Christina Perri.

- Programa 11 (Los directos. Emitido el 3 de junio de 2015). Cantó “Uptown Funk” de Mark Ronson y Bruno Mars; y “Primavera Anticipada” con Laura Pausini.

- Programa 12 (Los directos. Emitido el 10 de junio de 2015). Cantó “Lay Me Down” de Sam Smith; y “Volveré junto a ti” con Laura Pausini.

- Programa 13: semifinal (Los directos. Emitido el 17 de junio de 2015). Cantó “Say Something” de A Great Big World y Christina Aguilera; y “Víveme” con Laura Pausini y “Mi nuevo vicio” con Paulina Rubio.

- Programa 14: final (Los directos. Emitido el 24 de junio de 2015). Cantó el bolero “Contigo en la distancia”; y “Con la música en la radio” con Laura Pausini, “Medley de Mecano” con Ana Torroja y “Come and get it” con John Newman.